# Suishinshi Masahide
Suishinshi Masahide (jap. 水心子正秀; * 1750 in Akayu, Provinz Dewa (heute: Nan’yō, Präfektur Yamagata); † 1825) war ein japanischer Schwertschmied, der als Begründer der Shinshintō- („neuere neue Schwerter“) Periode gilt.

## Leben
Als Lehrling von Yoshiteru (吉英) aus der Shitahara-Schwertschmiedeschule in der Provinz Musashi hatte der den Namen Terukuni (英国). Nachdem ihn im Alter von 25 Jahren Daimyō Akimoto Tsunetomo einstellte nahm er den Namen Kawabe Gihachirō Masahide (川部 儀八郎 正秀; Familienname – Rufname – Eigenname) an und nutzte Suishinshi als Künstlernamen.
Zu Beginn seiner Karriere schmiedete Masahide vornehmlich im Stile Sukehiros. Seine Klingen aus dieser Phase weisen daher meist einen tōran-midare hamon auf. Später besann er sich auf die klassischen Schmiedestile der Heian- und Kamakura-Zeit. Diese Phase wurde unter dem Namen Fukko-to bekannt. Er beeinflusste hierdurch japanweit eine Vielzahl von Schwertschmieden und seine Schwertschiedeschule wurde zu einer der größten Schulen überhaupt. Insgesamt hatte er über 200 Schüler.
Er wird als einer von drei Schwertschmieden der Shinshintō Periode als Sai-josaku (Großmeister-Schwertschmied) eingestuft. Zu seinen Schülern zählen neben seinem Sohn Sadahide auch Taikei Naotane (ein weiterer Sai-josaku) und Gassan Sadayoshi (der Begründer der modernen Gassan-Schule). Anders als viele andere Schwertschmiede teilte Masahide seine Kenntnisse darüber hinaus auch in Büchern und Aufsätzen und machte diese somit einer Vielzahl an Personen zugänglich. Er verstarb schließlich 1825. Kein Jahr später verstarb auch sein Sohn und Nachfolger Sadahide.

## Nihontō-Charakteristika
Masahide begann zunächst von 1780 bis 1790 Klingen in der Yamashiro-Tradition zu schmieden. Später von 1790 bis 1800 fertigte er Kopien von alten Meisterwerken der Sōshū-Tradition an. Gegen Ende seiner Karriere schließlich widmete er sich der Bizen-Tradition.